# كريستيان لودفيغ
كريستيان لودفيغ (بالألمانية: Christian Ludwig)‏ هو مترجم وطبيب ألماني، ولد في 17 مايو 1749 في لايبزيغ في ألمانيا، وتوفي في 3 فبراير 1784.